# Felix-Ermacora-Menschenrechtspreis
Der Felix-Ermacora-Menschenrechtspreis ist ein österreichischer Preis für Verdienste um die Menschenrechte. Er entstand 2005 auf Initiative der Österreichischen Volkspartei (ÖVP) und besteht aus einem Förderungs- und einem Pressepreis, die alljährlich vom Felix Ermacora Verein – Verein zur Wahrung und Förderung der Menschenrechte verliehen werden. Mit den beiden Preisen werden Personen ausgezeichnet, die sich besonders im Bereich der Menschenrechte engagieren.

## Geschichte
Der Felix-Ermacora-Menschenrechtspreis wurde 2005 vom Parlamentsklub („Parlamentsfraktion“) der ÖVP im österreichischen Nationalrat und der Politischen Akademie der ÖVP anlässlich des zehnten Todestages von Felix Ermacora (1923–1995) gestiftet. Felix Ermacora war ein international anerkannter österreichischer Völkerrechtsexperte, der sich weltweit für die Menschenrechte und die Verbesserung des Menschenrechtsschutzes eingesetzt hat. Die Initiatoren wollten mit dem Preis, den sie zu Ehren von Ermacora benannten, „Menschen, die sich in besonderer Weise für den Menschenrechtsschutz engagieren, unterstützen und in ihrer Vorbildfunktion herausstellen“.

## Felix Ermacora Verein
Der Felix Ermacora Verein – Verein zur Wahrung und Förderung der Menschenrechte, der im Zusammenhang mit der Stiftung des Felix-Ermacora-Menschenrechtspreises gegründet wurde, setzt sich „in der Tradition des Wirkens von Felix Ermacora für die Wahrung und Förderung der Menschenrechte und die Verbesserung des Menschenrechtsschutzes weltweit“ ein. Durch die jährliche Vergabe des „Menschenrechtspreises“ und des „Menschenrechts-Pressepreises“ zeichnet der Verein besonderes Engagement im Menschenrechtsschutz aus. Jury für die Auswahl der Preisträger ist der wissenschaftliche Beirat des Vereins. Der Verein hat seinen Sitz in Wien.

## Preisträger
- 2005: Georg Sporschill; Pressepreis: Friedrich Orter[2]
- 2006: Hildegard Teuschl; Pressepreis: Heinz Nußbaumer[3]
- 2007: Franz Matscher; Pressepreis: Gudrun Harrer[4]
- 2008: Christian Strohal; Pressepreis: Alfred Payrleitner[5]
- 2010: Shirin Ebadi; Pressepreis Cornelia Vospernik; Förderpreis für Marianne Graf von der Albania-Austria Partnerschaft[6]